# DJ Sammy

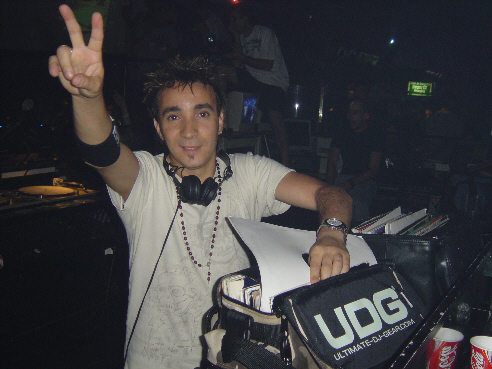
DJ Sammy (2005)

DJ Sammy (* 29. Oktober 1969 in Palma; bürgerlich Samuel Bouriah) ist ein spanischer DJ und Musikproduzent. Er hatte bisher vier Top-Ten-Hits in Großbritannien und war der Produzent und Lebenspartner von Carisma (Projekt Loona).

## Biographie
DJ Sammys musikalische Karriere begann 1984 in den Danceclubs Alexandra, Bananas und Zorba’s auf Mallorca. Gleichzeitig beendete er seine Ausbildung als Tontechniker im Mallorca Music College. Im Jahre 1991 traf er die Sängerin Marie-Jose van der Kolk, die unter ihrem damaligen Künstlernamen Carisma für die Vocals seiner Lieder zuständig war und fortan mit ihm im Zorba’s auftrat. 1992 wurde er Resident DJ, also dauerhaft angestellter DJ, im Joy Palace Club in S’Arenal.
Im November 1995 veröffentlichten DJ Sammy und Carisma ihre erste gemeinsame Single Life Is Just a Game, die in Spanien in die Top 10 einstieg. Im Juni 1998 erschien das gleichnamige Debütalbum, das in ganz Europa positive Rezensionen erhielt. Zudem konnte das Album bis auf Platz 62 der deutschen Charts vorrücken.
Im gleichen Jahr gründeten DJ Sammy und Carisma das gemeinsame Projekt Loona. Bailando war ihre erste Single. Diese wurde zu einem riesigen Erfolg und gilt als Sommerhit 1998. Der Titel belegte in mehreren Ländern Platz eins und wurde mehrfach mit Gold und Platin ausgezeichnet. In den folgenden Jahren wurden zahlreiche weitere Tonträger unter dem Namen Loona veröffentlicht.
Seinen größten Solo-Erfolg feierte er 2002 mit einer Coverversion von Bryan Adams’ Heaven, einer Zusammenarbeit mit dem deutschen DJ Yanou, Mitglied der Bands Cascada und R.I.O., sowie der niederländischen Sängerin Dominique van Hulst, die in England bis auf Platz 1 der Charts stieg und sich in Europa und Australien über 2 Millionen Mal verkaufte. Seine Coverversion des Don-Henley-Klassikers The Boys of Summer erreichte Platz 2 der britischen Charts.
In den folgenden Jahren veröffentlichte DJ Sammy immer wieder Coverversionen von Klassikern wie zum Beispiel Why von Annie Lennox und Everybody Hurts von R.E.M. Viele der Songs konnten besonders in Großbritannien große Erfolge feiern. Er erhielt während seiner Karriere weltweit Silberne, Goldene und Platin-Schallplatten.
2006 gründete DJ Sammy zusammen mit Gabriel Ward das Projekt Parker & Hanson. Mit dem sie das Genre Progressive Trance vertreten. Sie unterzeichneten Verträge bei verschiedenen Plattenlabeln, unter anderem beim britischen Trancelabel Anjunabeats.
DJ Sammy selber ist Gründer der Dancelabel Super M Records, der Künstleragentur Bahia Music Management und der Gamba Music Company. Er arbeitet als Produzent für verschiedene Pop- und Rockbands.
Seit 2010 steht er bei dem deutschen Dance-Label Kontor Records unter Vertrag. Seine erste Single, die über das Label erschien, war Animal, mit dieser begann er seinen Musikstil von Trance-zur House-Musik zu wechseln. Die Stimmen des Tracks waren die Sängerin Nyah sowie der Rapper Jean Baptiste.
Am 3. Februar 2012 veröffentlichte er über Kontor den Song Look for Love. Das Musikvideo erschien in zwei Variationen. In den einen wurde die Radio Edit verwendet. In dem zweiten der Jose de Mara Remix. Beide Versionen konnten über 12 Millionen Klicks erreichen. Chartplatzierungen konnte der Track jedoch nicht erreichen.
Mitte Juni 2013 wurde auf iTunes der Song Shut Up and Kiss Me zusammen mit den Jackie Boyz zum einzelnen Download der Kontor Top of the Clubs angeboten. Die offizielle Single-Veröffentlichung war für den 28. Juni 2013 angesetzt. Diese erfolgte auch. Der Song stieg direkt in die deutschen Single-Charts und ist somit seit acht Jahren die erste Single die wieder in die Charts einsteigen konnte. In Österreich stieg sie auf Platz 56 ein.
DJ Sammy und Marie-Jose van der Kolk (Loona) trennten sich 2007 beruflich und privat. Sie haben eine Tochter (Saphira Maria) und leben auf Mallorca.

## Diskografie
Studioalben

| Jahr | Titel Musiklabel                      | Höchstplatzierung, Gesamtwochen, AuszeichnungChartplatzierungen (Jahr, Titel, Musiklabel, Platzierungen, Wochen, Auszeichnungen, Anmerkungen) | Höchstplatzierung, Gesamtwochen, AuszeichnungChartplatzierungen (Jahr, Titel, Musiklabel, Platzierungen, Wochen, Auszeichnungen, Anmerkungen) | Höchstplatzierung, Gesamtwochen, AuszeichnungChartplatzierungen (Jahr, Titel, Musiklabel, Platzierungen, Wochen, Auszeichnungen, Anmerkungen) | Höchstplatzierung, Gesamtwochen, AuszeichnungChartplatzierungen (Jahr, Titel, Musiklabel, Platzierungen, Wochen, Auszeichnungen, Anmerkungen) | Höchstplatzierung, Gesamtwochen, AuszeichnungChartplatzierungen (Jahr, Titel, Musiklabel, Platzierungen, Wochen, Auszeichnungen, Anmerkungen) | Anmerkungen                                       |
| Jahr | Titel Musiklabel                      | DE | AT | CH | UK | US | Anmerkungen                                       |
| ---- | ------------------------------------- | --- | --- | --- | --- | --- | ------------------------------------------------- |
| 1998 | Life Is Just a Game Universal Records | DE62 (6 Wo.)DE | — | — | — | — | Erstveröffentlichung: 29. Juni 1998 feat. Carisma |
| 2002 | Heaven Robbins                        | — | — | — | UK14 Gold · (12 Wo.)UK | US67 (13 Wo.)US | Erstveröffentlichung: 13. Mai 2002                |
| 2005 | The Rise Central Station              | — | — | — | — | — | Erstveröffentlichung: 10. Mai 2005                |